# Brachyta balcanica
La Brachyta balcanica è  un coleottero della famiglia Cerambycidae, sottogenere Fasciobrachyta.

## Distribuzione
La specie è largamente diffusa nella penisola Balcanica, in particolare è presente in Serbia, Montenegro, Romania, Bulgaria, Albania, Grecia e Turchia europea, mentre non è attestata nella Macedonia del Nord.

## Descrizione
L'aspetto è simile a quello della Brachyta petriccionei, da cui differisce per la colorazione più scura, per il pronoto più largo e per le antenne più corte e snelle. Il copo di questi cerambicidi è lungo circa 14-20 mm. Il pronoto è ricoperto da dei peli tendenti al nero, distribuiti in maniera scarna e poco uniforme. Sull'elitra sono presenti due macchie nere isolate.

## Biologia
Allo stadio larvale questi insetti, come d'altronde tutte le altre specie del sottogenere Fasciobrachyta, sono associati alle parti radicali di varie peonie, come la Paeonia peregrina.